# رايكو أليكسيتش
رايكو أليكسيتش (19 فبراير 1947 في سربسكا سرنيا) لاعب كرة قدم صربي معتزل كان يجيد اللعب في خط الدفاع .
بدأ مسيرته الرياضية في نادي فويفودينا اليوغوسلافي سنة 1965 ثم انتقل إلى نادي ليون الفرنسي في سنة 1977 حتى اعتزل نهائيا لعب كرة القدم سنة 1980 . شارك مع منتخب يوغوسلافيا في مباراتين دوليتين وكان ضمن تشكيلة منتخب بلاده الذي شارك في بطولة كأس الأمم الأوروبية لكرة القدم 1968 .

## وصلات خارجية
- رايكو أليكسيتش على موقع قاعدة بيانات كرة القدم.إي يو (الإنجليزية)
- رايكو أليكسيتش على موقع ناشيونال فوتبول تيمز (الإنجليزية)
- رايكو أليكسيتش على موقع عالم كرة القدم.نت (الإنجليزية)